# Импульс силы
И́мпульс си́лы — векторная физическая величина {\displaystyle d{\vec {I}}_{F}}, на коротком временном интервале {\displaystyle dt} равная произведению силы {\displaystyle {\vec {F}}} на время её действия {\displaystyle {\vec {F}}dt}, мера воздействия силы на тело за данный интервал времени (в поступательном движении).
За конечный промежуток времени {\displaystyle t_{1}\ldots t_{2}} величина импульса силы равна определённому интегралу от элементарного импульса силы, где пределами интегрирования являются границы рассматриваемого промежутка времени действия силы:
{\displaystyle {\vec {I}}_{F}=\int \limits _{t_{1}}^{t_{2}}{\vec {F}}(t)\;\mathrm {d} \,t}.
В случае совместного действия нескольких сил сумма их импульсов равна импульсу их равнодействующей за то же время.
Для вращательного движения может быть введена аналогичная величина, называемая импульсом момента силы. Он создаётся действием момента силы {\displaystyle {\vec {M}}} в течение определённого времени. Импульс момента силы — это мера воздействия момента силы относительно данной точки или оси за данный промежуток времени (во вращательном движении):
{\displaystyle {\vec {I}}_{M}=\int \limits _{t_{1}}^{t_{2}}[{\vec {r}}\times {\vec {F}}(t)]\;\mathrm {d} \,t},
где {\displaystyle [{\vec {r}}\times {\vec {F}}]={\vec {M}}}, а символ {\displaystyle \times } обозначает векторное произведение.

## Теорема об изменении количества движения системы
Понятие импульса силы позволяет сформулировать теорему об изменении количества движения системы для произвольных систем:
{\displaystyle {\vec {p}}_{2}-{\vec {p}}_{1}={\vec {I}}_{F}},
где {\displaystyle {\vec {p}}_{1}} — начальный, а {\displaystyle {\vec {p}}_{2}} — конечный импульс изолированной системы, взаимодействующей с другими системами лишь посредством сил. Фактически, в этой формулировке закон сохранения импульса эквивалентен второму закону Ньютона и является его интегралом по времени, так как
{\displaystyle {\frac {d{\vec {p}}}{dt}}=\sum _{i}{\vec {F}}_{i}}.